# تشابشلو
تشابشلو (بالفارسية: چاپشلو) هي مدينة تقع في إيران في خراسان رضوي. يقدر عدد سكانها بـ 2,247 نسمة .